# Spenglerův pohár 2011
Spenglerův pohár 2011 je 85. ročník soutěže hokejových klubů, která probíhala od 26. do 31. prosince 2011 ve švýcarském Davosu. Účastnilo se jí šest celků (pět evropských klubů a výběr Kanaďanů hrajících v evropských ligách), které byly rozděleny po třech do dvou skupin. Jedna byla pojmenovaná po Richardu Torrianim, druhá po Hansi Cattinim. Ve skupinách se celky utkaly systémem každý s každým. Nejhorší z jedné skupiny se následně utkal ve čtvrtfinále s druhým ze druhé skupiny. Vítězové těchto dvou soubojů postoupili do semifinále, v němž narazili na vítěze základních skupin. Vítězové semifinále se utkali ve finále. Vítězem turnaje se stal pořádající HC Davos.

## Účastníci turnaje
- HC Davos (hostitel)
- Kanada (tým složený z Kanaďanů hrajících v Evropě)
- Dinamo Riga
- Grizzlys Wolfsburg
- HC Vítkovice Steel
- Kloten Flyers

## Program

### Torrianiho skupina
| 26. prosince 2011 | Kloten Flyers | 2 – 9           | Dinamo Riga | Vaillant Aréna, Davos |
|                   | Kloten Flyers | (0–0, 1–3, 1–6) | Dinamo Riga |                       |

| Souhrn zápasu | Souhrn zápasu          | Souhrn zápasu | Souhrn zápasu                                                                                   | Souhrn zápasu |
| ------------- | ---------------------- | ------------- | ----------------------------------------------------------------------------------------------- | ------------- |
|               | Stancescu 22' Blum 58' |               | 21' Karsums 25', 46' Cipulis 29' Bukarts 42' Ozoliņš 44', 55' Ankipāns 47' Upītis 49' Cibulskis |               |

| 27. prosince 2011 | Grizzlys Wolfsburg | 0 – 6           | Kloten Flyers | Vaillant Aréna, Davos |
|                   | Grizzlys Wolfsburg | (0–1, 0–2, 0–3) | Kloten Flyers |                       |

| Souhrn zápasu | Souhrn zápasu | Souhrn zápasu | Souhrn zápasu                                               | Souhrn zápasu |
| ------------- | ------------- | ------------- | ----------------------------------------------------------- | ------------- |
|               |               |               | 14', 57' Wick 35' Dupont 36' Herren 45' Jenni 54' Stancescu |               |

| 28. prosince 2011 | Dinamo Riga | 3 – 1           | Grizzlys Wolfsburg | Vaillant Aréna, Davos |
|                   | Dinamo Riga | (2–0, 0–0, 1–1) | Grizzlys Wolfsburg |                       |

| Souhrn zápasu | Souhrn zápasu                     | Souhrn zápasu | Souhrn zápasu | Souhrn zápasu |
| ------------- | --------------------------------- | ------------- | ------------- | ------------- |
|               | Warg 11' Ankipāns 14' Bukarts 47' |               | 54' Furchner  |               |

| Poř. | Tým                | Z | V | VP | PP | P | VG | OG | B |
| ---- | ------------------ | - | - | -- | -- | - | -- | -- | - |
| 1.   | Dinamo Riga        | 2 | 2 | 0  | 0  | 0 | 12 | 3  | 6 |
| 2.   | Kloten Flyers      | 2 | 1 | 0  | 0  | 1 | 8  | 9  | 3 |
| 3.   | Grizzlys Wolfsburg | 2 | 0 | 0  | 0  | 2 | 1  | 9  | 0 |

### Cattiniho skupina
| 26. prosince 2011 | Kanada | 7 – 1           | HC Vítkovice Steel | Vaillant Aréna, Davos |
|                   | Kanada | (5–0, 1–0, 1–1) | HC Vítkovice Steel |                       |

| Souhrn zápasu | Souhrn zápasu                                                            | Souhrn zápasu | Souhrn zápasu | Souhrn zápasu |
| ------------- | ------------------------------------------------------------------------ | ------------- | ------------- | ------------- |
|               | Kwiatkowski 3', 38' Pittis 4' Perrault 8' McLean 11' Fata 18' McLean 53' |               | 49' Walker    |               |

| 27. prosince 2011 | HC Davos | 2 – 1           | HC Vítkovice Steel | Vaillant Aréna, Davos |
|                   | HC Davos | (0–0, 2–1, 0–0) | HC Vítkovice Steel |                       |

| Souhrn zápasu | Souhrn zápasu    | Souhrn zápasu | Souhrn zápasu | Souhrn zápasu |
| ------------- | ---------------- | ------------- | ------------- | ------------- |
|               | Tatíček 39', 40' |               | 25' Pohl      |               |

| 28. prosince 2011 | Kanada | 1 – 8           | HC Davos | Vaillant Aréna, Davos |
|                   | Kanada | (0–1, 1–1, 0–6) | HC Davos |                       |

| Souhrn zápasu | Souhrn zápasu | Souhrn zápasu | Souhrn zápasu                                                       | Souhrn zápasu |
| ------------- | ------------- | ------------- | ------------------------------------------------------------------- | ------------- |
|               | Pelletier 40' |               | 18', 34', 51' Sýkora 43', 53' Sejna 47' Earl 56' Bürgler 58' Brendl |               |

| Poř. | Tým                | Z | V | VP | PP | P | VG | OG | B |
| ---- | ------------------ | - | - | -- | -- | - | -- | -- | - |
| 1.   | HC Davos           | 2 | 2 | 0  | 0  | 0 | 10 | 2  | 6 |
| 2.   | Kanada             | 2 | 1 | 0  | 0  | 1 | 8  | 9  | 3 |
| 3.   | HC Vítkovice Steel | 2 | 0 | 0  | 0  | 2 | 2  | 9  | 0 |

### Čtvrtfinále
| 29. prosince 2011 | Kloten Flyers | 1 – 5           | HC Vítkovice Steel | Vaillant Aréna, Davos |
|                   | Kloten Flyers | (0–1, 0–2, 1–2) | HC Vítkovice Steel |                       |

| Souhrn zápasu | Souhrn zápasu | Souhrn zápasu | Souhrn zápasu                                      | Souhrn zápasu |
| ------------- | ------------- | ------------- | -------------------------------------------------- | ------------- |
|               | Du Bois 59'   |               | 17' Káňa 22' Káňa 39' Sýkora 41' Pohl 57' Štefanka |               |

| 29. prosince 2011 | Kanada | 2 – 3 s. n.               | Grizzlys Wolfsburg | Vaillant Aréna, Davos |
|                   | Kanada | (1-1, 1-0, 0-1, 0-0, 1-2) | Grizzlys Wolfsburg |                       |

| Souhrn zápasu | Souhrn zápasu         | Souhrn zápasu | Souhrn zápasu             | Souhrn zápasu |
| ------------- | --------------------- | ------------- | ------------------------- | ------------- |
|               | Pittis 14' McLean 38' |               | 19' Laliberte 52' Fischer |               |

|                                |       | Penaltový rozstřel             |  |
| Perrault Roest Vigier Perrault | 1 – 2 | Bishai Hospelt Haskins Hospelt |  |

### Semifinále
| 30. prosince 2011 | HC Davos | 4 – 2           | HC Vítkovice Steel | Vaillant Aréna, Davos |
|                   | HC Davos | (1–1, 2–1, 1–0) | HC Vítkovice Steel |                       |

| Souhrn zápasu | Souhrn zápasu         | Souhrn zápasu | Souhrn zápasu                                 | Souhrn zápasu |
| ------------- | --------------------- | ------------- | --------------------------------------------- | ------------- |
|               | Šedivý 12' Walker 24' |               | 4' Sciaroni 25' Tatíček 30' Brendl 60' Sýkora |               |

| 30. prosince 2011 | Dinamo Riga | 4 – 1           | Grizzlys Wolfsburg | Vaillant Aréna, Davos |
|                   | Dinamo Riga | (1–1, 2–0, 1–0) | Grizzlys Wolfsburg |                       |

| Souhrn zápasu | Souhrn zápasu                               | Souhrn zápasu | Souhrn zápasu | Souhrn zápasu |
| ------------- | ------------------------------------------- | ------------- | ------------- | ------------- |
|               | Bicevskis 15' Karsums 28', 29' Lundmark 60' |               | 12' Kohl      |               |

### Finále
| 31. prosince 2011 | HC Davos | 3 – 2           | Dinamo Riga | Vaillant Aréna, Davos |
|                   | HC Davos | (2–0, 1–1, 0–1) | Dinamo Riga |                       |

| Souhrn zápasu | Souhrn zápasu                     | Souhrn zápasu | Souhrn zápasu             | Souhrn zápasu |
| ------------- | --------------------------------- | ------------- | ------------------------- | ------------- |
|               | Sciaroni 2' Sýkora 11' Brendl 31' |               | 22' Lundmark 60' Lucenius |               |

## Konečné pořadí
| Pořadí           | Tým                |
| ---------------- | ------------------ |
| Zlatá medaile    | HC Davos           |
| Stříbrná medaile | Dinamo Riga        |
| Bronzová medaile | HC Vítkovice Steel |
| 4.               | Grizzlys Wolfsburg |
| 5.               | Kanada             |
| 6.               | Kloten Flyers      |